# Stenopogon ebyi
Stenopogon ebyi är en tvåvingeart som beskrevs av Stanley Willard Bromley 1937. Stenopogon ebyi ingår i släktet Stenopogon och familjen rovflugor.
Artens utbredningsområde är Texas. Inga underarter finns listade i Catalogue of Life.